# Karta debetowa

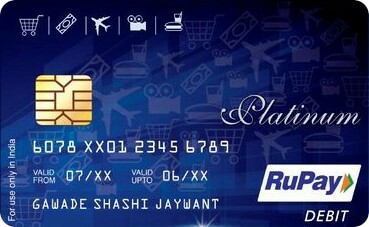
karta debetowa

Karta debetowa – karta płatnicza wydawana do rachunku bankowego. Służy do wykonywania transakcji bezgotówkowych i gotówkowych, związanych z prowadzonym rachunkiem. Wartość transakcji dokonywanych kartą nie może przekroczyć stanu środków dostępnych na koncie właściciela. Dla konsumenta posiadanie karty debetowej jest bezpieczną alternatywą, która pozwala na skorzystanie z całości zgromadzonych środków bez potrzeby noszenia przy sobie pieniądza gotówkowego. Specyficzną odmianą karty debetowej jest karta wirtualna, przeznaczona głównie dla klientów dokonujących zakupów za pośrednictwem na przykład Internetu.
Karta debetowa ma wiele zastosowań, jednak przede wszystkim ułatwia klientom korzystanie ze środków zgromadzonych na koncie oraz zarządzanie finansami osobistymi. Korzystając z karty debetowej można zapłacić za zakupy w sklepie stacjonarnym, wypłacić gotówkę z bankomatów, opłacić zakupy online oraz wpłacić środki na konto bankowe. Karta debetowa z reguły jest wydawana do rachunku oszczędnościowo-rozliczeniowego bez dodatkowych opłat. Z kolei korzystanie z karty debetowej, może wiązać się ze stałą, miesięczną opłatą, której zazwyczaj można w prosty sposób uniknąć, spełniając określony warunek aktywności.